# Award Kunstmediator
Der Award Kunstmediator ist eine Auszeichnung, die von der österreichischen IG Galerien (Interessensgemeinschaft Galerien für zeitgenössische Kunst) an Personen oder Organisationen für besondere Verdienste in der Vermittlung von Kunst in Kunstzeitschriften, Zeitungen, Galerien oder bei der Organisation von Ausstellungen vergeben wird.
Der Preis wird seit 2003 verliehen; vorgesehen ist eine jährliche Preisvergabe. In den Jahren 2007 und 2008 wurden jedoch keine Auszeichnungen vergeben.
Der Preis selbst besteht aus einer etwa 70 cm hohen Edelstahl-Plastik, wobei es sich jeweils um ein Unikat des steirischen Bildhauers Franz Wieser handelt.

## Preisträger
- 2003: Helmut A. Gansterer
- 2004: Die Wiener Linien[1]
- 2005: Lioba Reddeker (Gründerin basis wien)
- 2006: Karlheinz Schmid und Gabriele Lindinger („Kunstzeitung“), Verleihung auf der Art Cologne[2]
- 2009: Johanna Penz (Gründerin und Direktorin der ART Innsbruck)[3]
- 2010: Johann Baumgarnter (Raiffeisenhof Graz)[4]
- 2011: Willy Puchner[5]
- 2012: Gerhard Kisser (Gründer des Freilichtmuseum Ensemble Gerersdorf)[6]
- 2013: Hilde Kuchler (Museumsgründerin des Glasmuseums in Weigelsdorf)[7]
- 2014: Anita von Hohenberg für Atelier an der Donau[8]
- 2015: Otto Hans Ressler[9]